# جو.كوم
جو.كوم (بالإنجليزية: Go.com)‏ المعروف أيضا باسم شبكة العودة) هو موقع كان عبارة عن بوابة تابع لشركة ديزني والتي تديرها كجزء من تفاعلها مع المستخدمين، وهذه البوابة كانت تشمل خدمات إضافية ك إي بي سي نيوز وإي إس بي إن، لكن ثبت فشل الشركة الأم، حيث فضل مستخدمي الشبكة لاستخدام محركات البحث للوصول إلى المحتوى مباشرة، بدلا من البدء في بوابة الشركة. وفي عام 2013 تم تحويل الموقع من بوابة إلى صفحة خاصة بها وتعتبر جزء من خدماتها.